# Сакаи, Сабуро
Сабуро Сакаи (яп. 坂井三郎; 26 августа 1916 — 22 сентября 2000) — младший лейтенант флота Японии — японский лётчик-истребитель, ас (яп. 撃墜王 гэкицуй-о:), лётчик-испытатель. Четвёртый по числу побед японский ас (в Японии не велись личные списки воздушных побед, поэтому принято использование американских подсчётов его побед — 64 сбитых).

## Биография

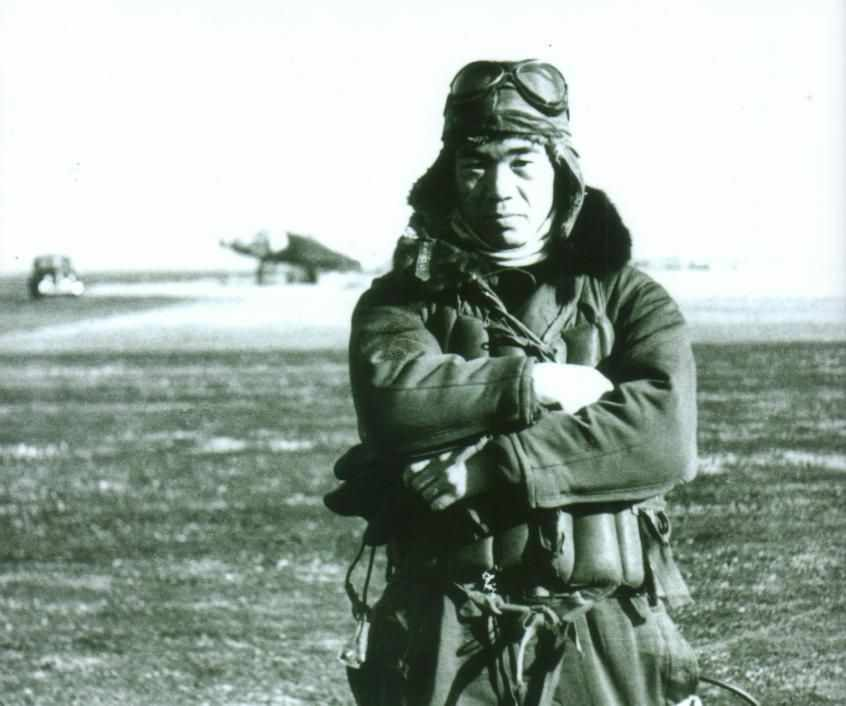
Сабуро Сакаи в лётной экипировке со спасательным жилетом. Вторая китайско-японская война 1938–1939 гг.

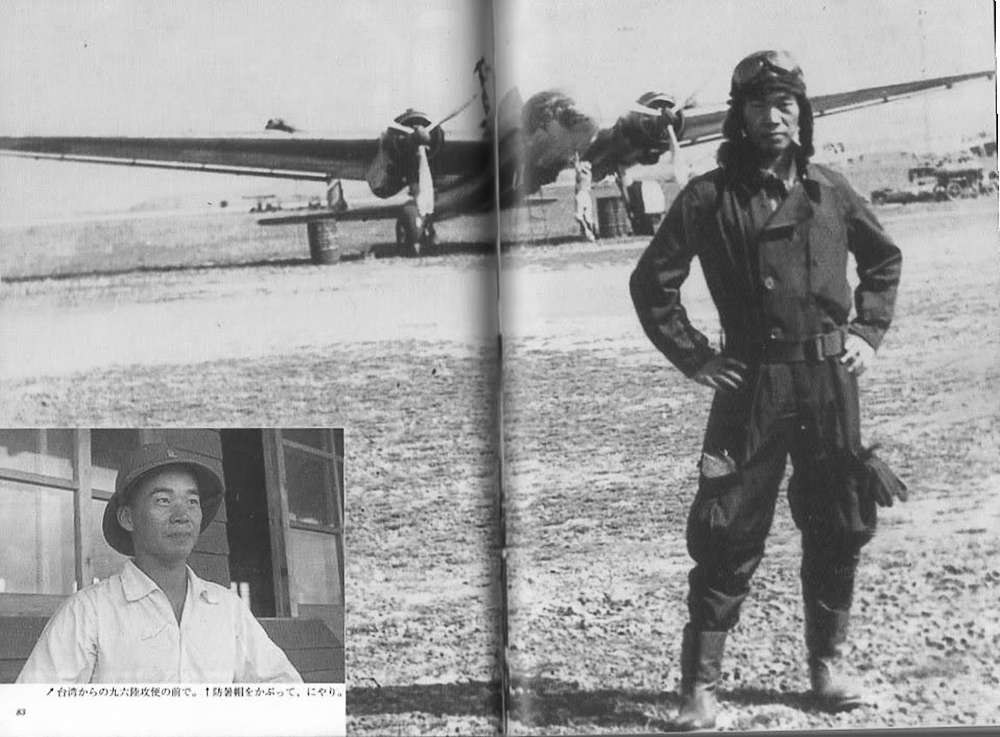
Сакаи позирует перед бомбардировщиком

Сакаи родился в семье потомков самураев, которые после реставрации Мэйдзи и запрещения самурайского сословия вели жизнь крестьян. Он был третьим сыном в семье (его имя значит «третий сын»). В 11 лет он потерял отца. Сакаи был первым учеником в деревне, где он жил. Затем его дядя забрал Сакаи в Токио на обучение. Там он учился плохо, хотя и прилагал все усилия, чтобы стать лучшим. 1 мая 1932 года, в возрасте 16 лет, он поступил на японский императорский флот. После первоначальной подготовки он служил комендором на линейном крейсере «Кирисима» до 1936 года, когда подал заявку на переход в авиацию. Обучение было суровым. Для воспитания боевого духа курсантов заставляли участвовать в многочисленных — до десятков раз в день — рукопашных боях. Крайне жёсткой была программа физической подготовки. В 1937 году он закончил подготовку первым из курса, был награждён серебряными часами от имени императора Хирохито. Сакаи был выпущен как пилот авиации авианосного базирования, хотя никогда и не служил в таком качестве, каждый раз взлетая с наземных аэродромов. В 1938—1939 годах принял участие во Второй японо-китайской войне (в воздухе его противниками были советские и американские лётчики), сперва на Мицубиси А5М, потом на Мицубиси А6М («Зеро»).
В ходе войны на Тихом океане с самого начала добился больших успехов, сбив в первый день «Томагавк», а на третий день, в составе группы истребителей, — B-17 (первый сбитый в войне бомбардировщик), пилотируемый экипажем Колина Келли. Затем был переброшен на Борнео, где за короткое время добился 13 воздушных побед. После болезни переброшен в Лаэ, где добился большей части своих побед. Основными жертвами его здесь были американские истребители, в том числе «Аэрокобры». По его воспоминаниям, они несколько уступали «Зеро» по скорости. Хотя это и противоречит табличным ЛТХ «Зеро» и американских истребителей, достоверность его побед подтверждена американской стороной, а используемая им в боях с «Аэрокобрами» тактика базировалась на более высокой скорости. Возможными причинами такого несоответствия следует назвать как водяное охлаждение «Аэрокобры», которое делало невозможным продолжительный полёт на максимальных табличных скоростях, в то время как воздушное охлаждение «Зеро» позволяло длительное время поддерживать максимально возможную скорость, так и сам способ определения максимальной скорости истребителей в США в то время: на испытаниях в США самолёты летали без вооружения (и, естественно, без боеприпасов) и без окраски, чтобы снизить вес машин и уменьшить сопротивление воздуха.

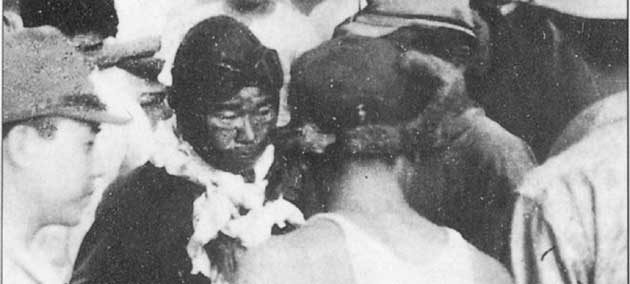
Вернувшийся после четырёхчасового перелёта раненый Сакаи

Следующим местом базирования Сакаи был Рабаул. В одном из воздушных боёв в ходе битвы за Гуадалканал он принял четыре торпедоносца «Эвенджер» за одноместные истребители F4F и подошёл к ним близко, как для атаки истребителей. Слишком поздно поняв свою ошибку, он всё же сумел выпустить по противнику 232 снаряда и патрона. Хвостовые стрелки американцев имели перед собой отличную мишень — их сосредоточенный огонь сорвал фонарь с «Зеро» Сабуро, повредил ему правый глаз; та же пуля задела его мозг, оставив левую половину тела парализованной. Кровь из раны заливала лицо, однако через некоторое время слезы из оставшегося глаза (который тоже был повреждён) смыли её до такой степени, что он смог что-то видеть. Приняв решение умереть как воин, Сакаи хотел врезаться в американский корабль, однако такового не нашёл. В результате он совершил полёт длительностью 4 часа 47 минут и длиной в 1040 км. После посадки он настаивал на докладе вышестоящему командиру. Его товарищ, также великий японский ас, Хироёси Нисидзава, вместе с лейтенантом Сасаи насильно доставил Сакаи в госпиталь. Но это были временные меры перед отправкой в Японию на операцию. После пятимесячного лечения контроль над левой частью тела был восстановлен; благодаря сложнейшей операции у лучшего японского офтальмолога удалось восстановить левый глаз, однако правый, разумеется, был потерян безвозвратно. В медицинском заключении врача, доктора Сакано, было сказано: «Я сделал всё, что только мог, но ваш правый глаз никогда не будет видеть нормально. Вы сможете видеть предметы на расстоянии фута или двух, но не более. Но с вашим левым глазом всё будет в порядке».
Длительное время Сакаи тренировал молодых пилотов, однако в апреле 1944 года добился разрешения участвовать в боях. 24 июня он был атакован 15 «Хеллкэтами», значительно превосходящими по ЛТХ его самолёт. Бой продолжался 20 минут, и за это время ни один снаряд не попал по самолёту Сакаи. Благодаря своему мастерству он уклонялся от атакующих самолётов и постепенно смещался в сторону острова, где зенитные орудия Японии отразили атаку самолётов Союзников. 5 июля 1944 года ему удалось впервые после потери глаза сбить американский истребитель. До конца войны он добился ряда воздушных побед, в том числе сбил (совместно с другим пилотом) B-29.

## Послевоенная жизнь
После войны Сабуро Сакаи обратился к буддизму и дал клятву не убивать ни одного живого существа. 11 февраля 1945 года Сабуро Сакаи женился на своей двоюродной сестре Хацуё Хирокаве, которая умерла в 1954 году. Позднее он женился во второй раз, и его дочь от этого брака была отправлена отцом на обучение в США.
Сабуро Сакаи скончался 22 сентября 2000 года в Токио от сердечного приступа.

## В кино
В 1976 году в Японии режиссёром Сэйдзи Маруямой был снят фильм «Небесный самурай» (яп. 大空のサムライ О:дзора но самурай) по мотивам автобиографии лётчика-аса. В роли Сакаи снялся актёр Хироси Фудзиока.

## Сочинения
- Сабуро Сакаи Самурай!, Тираж 5 000 экз. ISBN 5-17-028943-X